# Bayerischer Landesverband für zeitgenössischen Tanz
Der Bayerische Landesverband für zeitgenössischen Tanz (BLZT) mit Sitz in München wurde 1997 als berufsständische Einrichtung zur Bündelung der Individualinteressen der Tanzschaffenden Bayerns sowie als Repräsentant gegenüber der Kulturpolitik in Bayern gegründet. Dabei ging es insbesondere darum, die unterschiedlichen Interessen privater Tanzschulbetreiber, unabhängiger Veranstalter und staatlicher Einrichtungen zu überbrücken und in der Öffentlichkeit das gemeinsame Interesse Tanz zu positionieren und zu fördern. Diese Parität spiegelt sich seit der Gründung des BLZT in der Besetzung des Vorstandes wider (2009: Walter Heun, Kulturmanager in München und künstlerischer Leiter des Tanzquartiers Wien; Thomas Kopp, Leiter des Privattheaters tanzSpeicher Würzburg; Stefan Sixt, Leiter der Iwanson Schule für zeitgenössische Tanzausbildung in München; Bettina Wagner-Bergelt, stellvertretende Direktorin des bayerischen Staatsballetts in München; Brigitte Weinzierl, Kuratorin und ehemalige Leiterin der Tafelhalle Nürnberg).
Die Verbandsarbeit finanziert sich aus Mitgliedsbeiträgen sowie insbesondere aus Fördermitteln des Bayerischen Staatsministeriums für Wissenschaft, Forschung und Kunst.
Die zentralen Themen der Arbeit des BLZT sind die Förderung freier Tanzproduktionen, die Förderung von Projekten der professionellen Aus- und Weiterbildung von Tänzern, Choreografen und Tanzpädagogen, die Förderung von Projekten, die den Austausch zwischen den Regionen und Städten Bayerns anregen sowie die Jugendförderung.
Darüber hinaus vergibt der Vorstand nach dem sogenannten Kompetenzprinzip Projektaufträge an unabhängige Veranstalter wie z. B. die Entwicklung und Durchführung eines Qualifizierungssystems für Tanzpädagogen, die Organisation und Durchführung der Festivalveranstaltung Tanztag Bayern sowie vertreten durch Vorstandsmitglied Stefan Sixt und in Kooperation mit dem Sozialverbund für Kunst- und Kulturschaffenden die Entwicklung und Realisation der "Künstlerrente". Im Rahmen der Ständigen Konferenz Tanz vertritt der BLZT die Interessen bayerischer Tanzschaffender.